# Taussig (inslagkrater)
Taussig is een inslagkrater op de planeet Venus. Taussig werd in 1994 genoemd naar de Amerikaanse cardioloog Helen Brooke Taussig (1898-1986).
De krater heeft een diameter van 25,8 kilometer en bevindt zich in het gelijknamige quadrangle Taussig (V-39).